# 東溫莎 (康乃狄克州)
東溫莎（英語：East Windsor）是一個位於美國康乃狄克州哈特福縣的城鎮。

## 地理
東溫莎的座標為41°55′00″N 72°33′28″W / 41.91667°N 72.55778°W，而該地的平均海拔高度為22米（即72英尺）。

## 人口
根據2010年美國人口普查的數據，東溫莎的面積為69.50平方千米，當中陸地面積為68.00平方千米，而水域面積為1.50平方千米。當地共有人口11,126人，而人口密度為每平方千米160人。